# Francisco J. Ayala

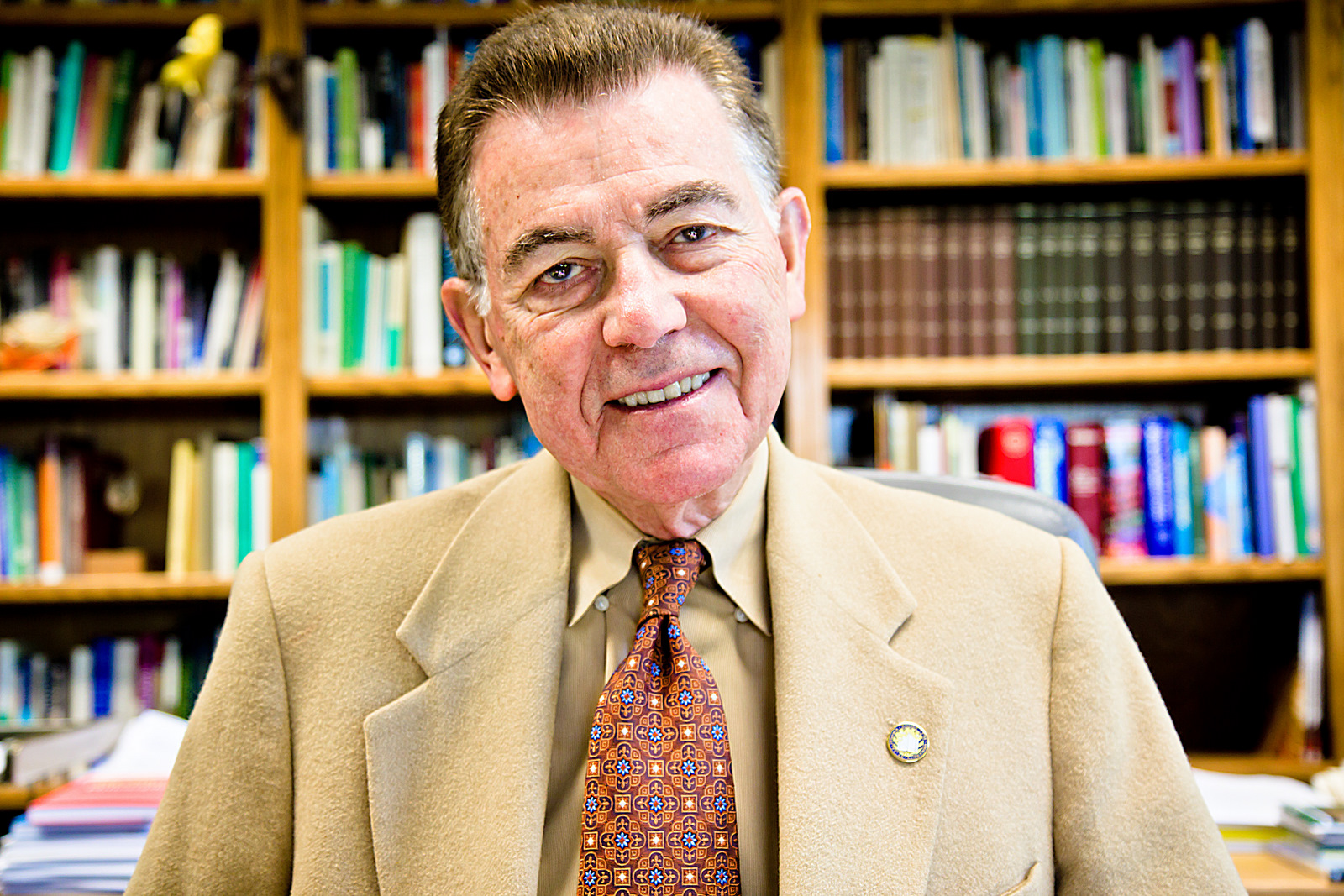
Francisco J. Ayala 2011

Francisco José Ayala (* 12. März 1934 in Madrid, Spanien; † 3. März 2023 in Newport Beach, Kalifornien) war ein US-amerikanischer Genetiker, Evolutionsbiologe und Philosoph. Er war Professor für Biologie und Professor für Philosophie an der University of California, Irvine.

## Leben
Francisco José Ayala studierte an der Universität von Madrid, wo er 1955 seinen B.S.-Abschluss erreichte. Er arbeitete an Drosophila, die sich so schnell vermehrt, dass sie das ideale Untersuchungsobjekt  der Evolutionsgenetiker wurde. Ayala studierte auch Theologie und wurde 1960 zum Priester geweiht. 1960 traf er Theodosius Dobzhansky. 1961 ging er in die USA und erreichte 1963 seinen M.A. und 1964 seinen Ph.D. an der Columbia University in New York. Zunächst arbeitete er an der Rockefeller University in New York. 1971 wurde er US-amerikanischer Staatsbürger.
Er zog mit seiner Frau Hana und seinen Kindern nach Kalifornien. Dort nahm er 1971 eine Professorenstelle am Department of Genetics an der University of California, Davis an. Sein ehemaliger Lehrer Theodosius Dobzhansky wechselte ebenfalls nach Davis. Hier entstanden die Bücher 'Evolving', 'Molecular Evolution' und 'Modern Genetics'. 1981 war er Hauptzeuge bei Gerichtsverhandlungen (McLean vs. Arkansas Board of Education) in Arkansas, wo es um die Stellung der Religion und der Evolution im Unterricht ging (Kreationismus  – Evolutionstheorie). 1987 wechselte er zum Department of Ecology & Evolutionary Biology an der University of California, Irvine, wo ihm auch eine Professorenstelle am Department of Philosophy angeboten wurde. Hier konnte er seine Interessen an der Religion, Metaphysik und Philosophie mit seiner wissenschaftlichen Forschung verbinden. Hier forschte er auch an Trypanosoma cruzi, dem Erreger der Chagas-Krankheit.
Seine Forschungsschwerpunkte waren:
- Untersuchung von DNA- und Proteinsequenzen um die Geschichte und den zeitlichen Ablauf der Evolution zu bestimmen (molekulare Uhr)
- Untersuchung der Populationsstruktur und Evolution von parasitischen Einzellern, wie den Erregern  von Malaria und der Chagas-Krankheit
- Untersuchung der Genregulation, Evolution von Pseudogenen, Herkunft und Evolution von Introns
- philosophische Betrachtungen über Wissenschaft (Biologie), Ethik und Religion.

Ayala war ab 1992 ein Mitglied in Präsident Clintons Scientific Advisory Committee. 1995 war er Präsident der American Association for the Advancement of Science (AAAS). Von 1994 bis 2001 war er im Committee of Advisors on Science and Technology des amerikanischen Präsidenten. Er war Autor von mehr als 700 Artikeln und 15 Büchern.
Ayala gilt als Kritiker der religiös-fundamentalistisch motivierten Intelligent-Design-Bewegung. Diese von ihren Vertretern als Theorie bezeichnete Idee sei voll von Fehlern. Der Aufbau von Organismen sei stattdessen nicht das, was von einem intelligenten Designer zu erwarten wäre, sondern unvollkommen und schlechter. Mängel, Störungen, Seltsamkeiten, Verschwendung und Grausamkeit würden die Welt des Lebens durchziehen. All dies lasse sich am besten mit der biologischen Evolution erklären. 2010 erhielt Ayala den Templeton-Preis.
Ayala starb am 3. März 2023 im Alter von 88 Jahren in Kalifornien.

## Ehrungen
- 1979: Medal of the College of France
- 1980: National Academy of Sciences
- 1987: Scientific Freedom and Responsibility Award from the AAAS
- 1994: Gold Honorary Gregor Mendel Medal, Czech Academy of Sciences
- 1995: Präsident der American Association for the Advancement of Science (AAAS)
- 1995: President’s Award of the American Institute of Biological Sciences
- 1995: UCI Medal, University of California
- 1998: Distinguished Scientist Award from the Society for the Advancement of Chicanos and Native Americans in Science (SACNAS)
- 1998: 150th Anniversary Leadership Medal, American Association for the Advancement of Science
- 2000: Gold Medal of the Accademia Nazionale dei Lincei (Rom)
- Gold Medal of the Stazione Zoologica (Neapel)
- 2000: Gold Medal of the National Academy of Sciences of Italy
- 2000: William Procter Prize for Scientific Achievement (Sigma Xi)
- 2001: U.S. National Medal Of Science
- 2003: Gold Medal, Stazione Zoologica Naples (Italien)
- 2003–2006: President Elect, President, and Past President, Sigma Xi, “The Scientific Research Society.”
- 2010: Templeton-Preis
- 2017: Blaise-Pascal-Medaille

Ehrendoktorwürden
- 1991: Universität Athen (Griechenland)
- 2000: Bologna (Italien)
- Barcelona (1986), Balearen (1997), León (1982), Madrid (1986), Valencia (1999) und Vigo (1996) (Spanien)
- Wladiwostok („Far East National University“), Russland
- Masaryk University (Brno, Tschechische Republik)
- Ohio State University (2010)

Mitglied
- U.S. National Academy of Sciences (1980)
- American Academy of Arts and Sciences (1977)
- American Philosophical Society (1984)
- American Association for the Advancement of Science (1968)
- California Academy of Sciences
- Genetics Society of America
- Society for the Study of Evolution
- Sigma Xi, The Scientific Research Society
- Guggenheim-Stipendium (1977, 1978)
- Fulbright Fellow (1979, 1981)
- Russische Akademie der Wissenschaften (1994)
- Real Academia de Ciencias Exactas, Físicas y Naturales (1989)
- World Institute of Science (1997)
- Accademia Nazionale dei Lincei (Rom) (1998)
- Mexikanische Akademie der Wissenschaften
- Latin American Institute for Advanced Studies
- Serbische Akademie der Wissenschaften und Künste

## Veröffentlichungen
- Studies in the Philosophy of Biology (1974)
- Molecular Evolution (1976)
- Evolution (1977)
- Evolving: The Theory and Processes of Organic Evolution (1979)
- Population and Evolutionary Genetics: A Primer (1982).
- Modern Genetics (second edition, 1984)
- Tempo and Mode in Evolution (1995)
- Genetics and The Origin of Species (1997)
- Variation and Evolution in Plants and Microorganisms (2000)
- The big questions: Evolution (2012)
  - deutsch: Die großen Fragen – Evolution. Aus dem Engl. von Andrea Kamphuis (2013)